# Strada statale 709 Tangenziale di Termoli
La strada statale 709 Tangenziale di Termoli (SS 709), già nuova strada ANAS 250 Tangenziale di Termoli (NSA 250) ed in parte ancor prima nuova strada ANAS 250 bis Tangenziale di Termoli (NSA 250 bis), è una strada statale italiana, il cui percorso permette di evitare l'attraversamento del centro abitato di Termoli.

## Percorso
La strada ha origine dalla strada statale 16 Adriatica all'altezza del km 535,215, a nord di Termoli. La strada presenta subito le caratteristiche tipiche del suo percorso ovvero carreggiata unica, una corsia per senso di marcia ed assenza di incroci a raso.
Il suo percorso è sempre parallelo alla A14 Bologna-Taranto, presentando quattro svincoli in corrispondenza delle maggiori strade provinciali incrociate che permettono da un lato l'ingresso in città, e dall'altro di raggiungere le località dell'entroterra. La strada termina innestandosi sulla strada statale 87 Sannitica all'altezza del km 219,400.
L'arteria inizialmente era costituita da due tronconi distinti denominati nuova strada ANAS 250 Tangenziale di Termoli (NSA 250) di 7,050 km (corrispondente alla parte finale) e nuova strada ANAS 250 bis Tangenziale di Termoli (NSA 250 bis) di 6,602 (corrispondenti al tratto fino a Termoli nord).
Il secondo tratto venne inaugurato il 16 luglio 2004, mentre il primo fu completato solo nel 2005. In seguito furono riorganizzate sotto un'unica denominazione di NSA 250, ed infine è avvenuta nel 2011 la classificazione come strada statale col seguente itinerario: "Innesto con la S.S. n. 16 (Km 535+215) presso Termoli - Innesto con la S.S. n. 87 (km 219+400) presso Termoli"

### Tabella percorso
| STRADA STATALE 709 Tangenziale di Termoli |                                    |      |           |
| Tipo                                      | Indicazione                        | ↓km↓ | Provincia |
|                                           | Adriatica                          | 0,0  | CB        |
|                                           | Fondovalle Sinarca Termoli         | 5,5  | CB        |
|                                           | Termoli C.da Porticone             | 7,2  | CB        |
|                                           | Termolese                          | 7,7  | CB        |
|                                           | Difesa Grande Termoli - Guglionesi | 9,3  | CB        |
|                                           | Sannitica                          | 12,5 | CB        |